# عثمان شاهين
عثمان شاهين (بالتركية: Osman Şahin)‏ هو لاعب كرة قدم تركي، ولد في 13 يناير 1998 في أرسين ‏ في تركيا. لعب مع بي بي إيرزورومسبور.

## وصلات خارجية
- عثمان شاهين على موقع اتحاد تركيا (لاعب) (الإنجليزية)
- عثمان شاهين على موقع قاعدة بيانات كرة القدم.إي يو (الإنجليزية)
- عثمان شاهين على موقع Soccerway.com (الإنجليزية)
- عثمان شاهين على موقع عالم كرة القدم.نت (الإنجليزية)